# 정이주
정이주(鄭以周, 1530년 ~ 1583년)는 조선의 문관(文官) 겸 정치인이며 시인(詩人) 겸 서예가(書藝家)이다.

## 본관(관향)과 별칭
그의 본관은 광주(光州)이고 자(字)는 방무(邦武)·유성(由盛)이며 아호(雅號)는 성재(醒齋)이다.

## 생애

### 일생
율곡 이이(栗谷 李珥)와 더불어 선조(宣祖) 임금을 섬기며 문관 관료(文官 官僚) 직위를 지낸 그는 1558년 생원시 합격을 거쳐 같은 해 1558년 진사시에 합격하였고 1568년 증광문과(增廣文科)에 갑과 급제를 하였으며, 이후 의영고직장, 예문관 검열, 승정원 주서, 성균관 전적, 공조좌랑, 형조좌랑, 예조좌랑, 평안도 도사, 사헌부 지평, 사헌부 직강, 호조좌랑, 경상도 경차관, 사헌부 헌납, 사헌부 장령, 사헌부 봉상시 첨정, 사헌부 사예, 사헌부 사성, 사헌부 사섬시정을 거쳐 평안도 정주목사를 지내었으며 1579년 평안도 정주목사 직위를 사퇴하고 관직을 떠나 강원도 춘천에 낙향하여 1583년 그곳에서 병사하였다. 사후 예조판서에 추증되었다.

## 같이 보기
- 정보석 (鄭普碩, 1962년 5월 2일(62세) 전라남도 나주 출생이며 전라남도 광주에서 성장한 대한민국의 남성 연극배우, 영화배우 겸 연기자, 본관은 광주(光州)이며 정이주(鄭以周) 선생의 동성동본 방계 후손.)